# Csíkos pajzsospoloska
A csíkos pajzsospoloska (Graphosoma lineatum) a rovarok (Insecta) osztályának félfedelesszárnyúak (Hemiptera) rendjébe, ezen belül a poloskák (Heteroptera) alrendjébe és a címeres poloskák (Pentatomidae) családjába tartozó faj.
A pajzsos poloska (Graphosoma) nem típusfaja. A szakirodalom egy része G. lineatum, más része G. italicum néven említi.

## Származása, elterjedése
Főleg Közép-Európa déli részén és Dél-Európában él; Angliából hiányzik, Skandináviában Dél-Svédországig hatol fel. Magyarországon gyakori, Dél-Európában helyenként tömeges.

## Megjelenése, felépítése
Körülbelül 1 centiméter hosszú; az alapváltozat teste vörös–fekete csíkos. A connexivum is piros, feketén tarkázott. A hasa is piros, nagy fekete foltokkal.
Váladéka a többi poloskafajéhoz hasonlóan mérgező.
Színváltozatai:
- G. lineatum var. reductum Horváth, 1901
- G. italicum var. ochraceum Royer, 1925
- G. italicum var. obscurum Štěpánek, 1926
- G. italicum var. soosi Halászfy, 1953
- G. italicum var. nigriscutellatum Halászfy, 1955
- G. italicum var. flavolineatum Halászfy, 1955[1]
- G. lineatum var. sóosi Halászfy, 1955[2]
- G. italicum sardiniense Lupoli, 2016
- G. italicum siciliense Lupoli, 2016[3]

Ezek közül Magyarországon is előfordul:
- G. i. var. nigriscutellatum — kb. 9 mm hosszú. A pajzs fekete, csupán elülső kis, körcikkszerű része és a hát többi része sárga, fekete csíkokkal. A csíkok a fejpajzson is észlelhetők.
- G. i. var. flavolineatum — kb. 9 mm hosszú. A pajzs hátsó kétharmada sárga, elülső harmada piros. A teljes előhát piros, fekete csíkokkal.
- G. l. var. sóosi — kb. 9,5 mm hosszú. A teljes pajzs sárga, fekete csíkokkal. Az előhát elülső (kisebb) fele piros, hátlsó (nagyobb) fele sárga, ugyancsak fekete csíkokkal.

## Életmódja, élőhelye
Főleg a napsütötte, meleg rétek, déli lejtők és rézsűk lakója. Leginkább az ernyősvirágzatú növényeken, például murokon, erdei turbolyán él; kedvelt tápnövényei a zellerfélék (Apiaceae). Nemcsak a növények nedveit szívogatja, de alkalomadtán kisebb ízeltlábúakét is.

## Szaporodása
A többi poloskaféléhez hasonlóan az 5. vedlés után válik ivaréretté. A párosodásra rituális előjáték után kerül sor. A nőstény és a hím ellentétes irányba nézve potrohával „ragad össze”. Utána a partnerek elválnak egymástól, és a nőstény petéit kis csoportokban növények levelének felszínére rakja. A frissen kikelt lárvákat anyjuk egy ideig őrzi.